# Samuel Holbrook Ltd.
Die Samuel Holbrook Ltd. (anfänglich: Holbrook & Taylors Ltd.) war ein britischer Hersteller von Automobilkarosserien.

## Unternehmensgeschichte

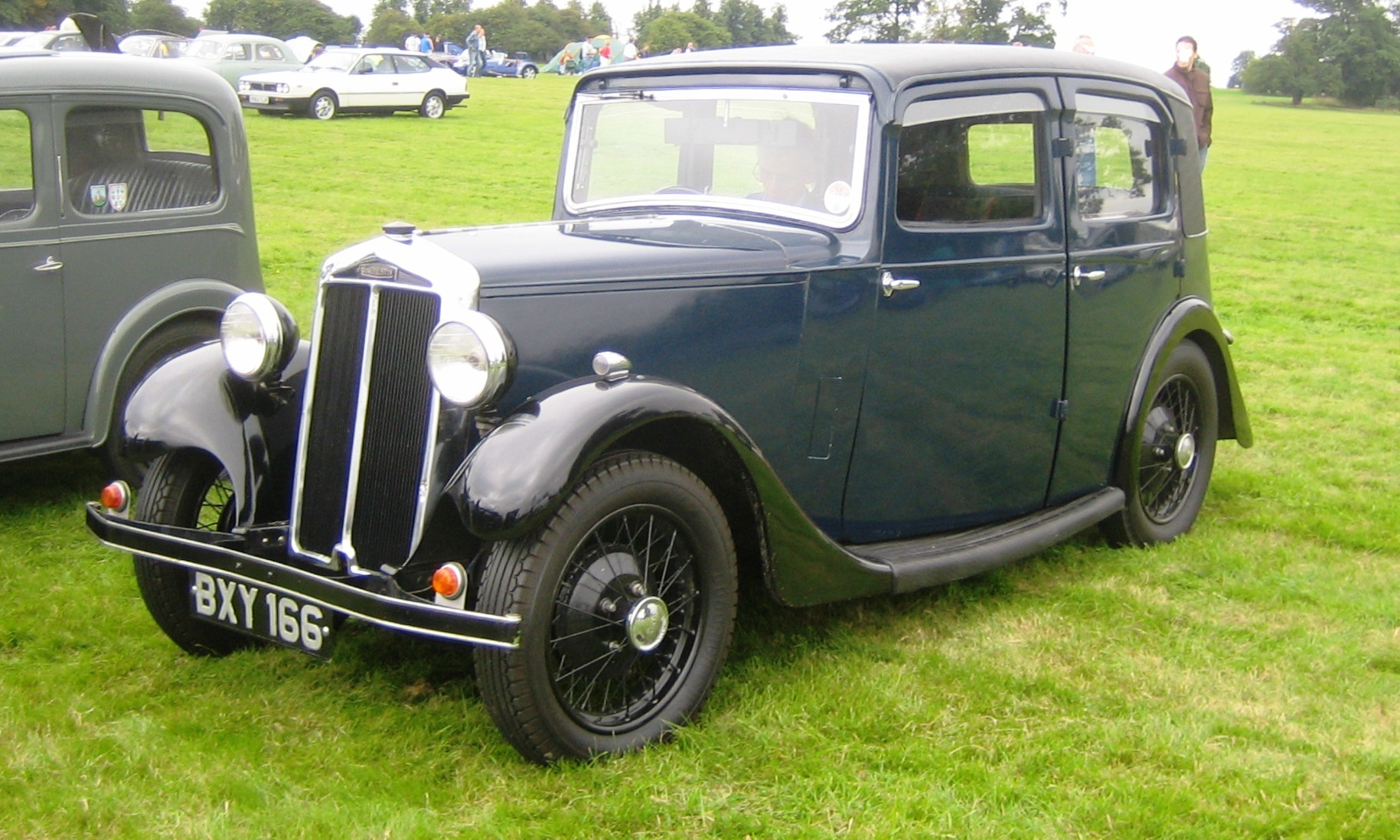
Lanchester Ten Dorchester 4-light Saloon von Holbrook (ca. 1935)

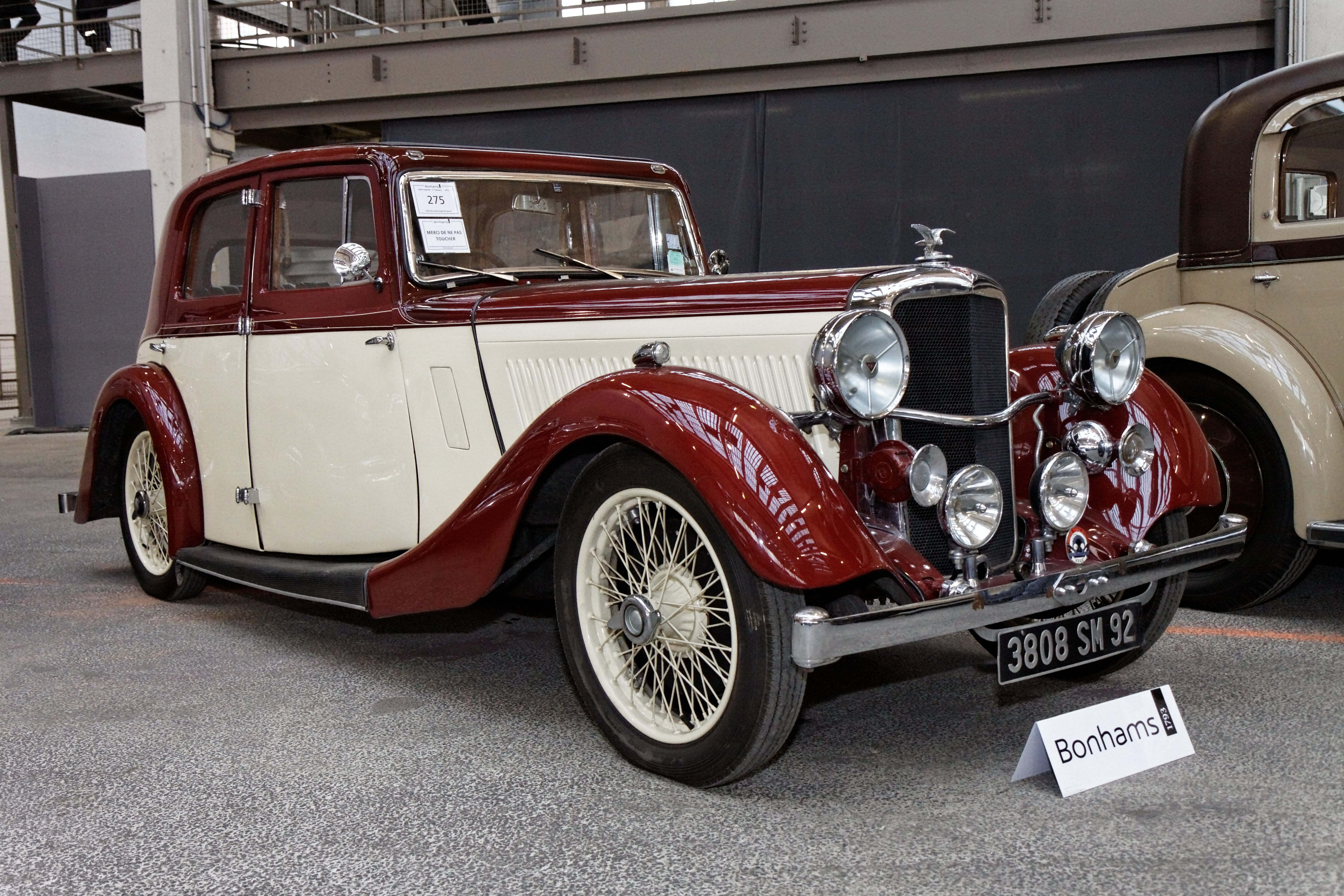
Alvis Silver Eagle mit Holbrook-Aufbau (1935)

Namensgeber des Unternehmens war Samuel Holbrook. Holbrook war Verkaufsleiter bei Austin gewesen, bevor er sich Anfang 1930 selbständig machte und sich bei der L. & L. Taylor Ltd., einem Spezialisten für Nutzfahrzeugaufbauten in Wolverhampton, einkaufte. Das Unternehmen wurde als Holbrook & Taylors Ltd. reorganisiert. Trotz anfänglicher Ankündigung, im Nutzfahrzeugbereich tätig zu bleiben, stellte die Firma bereits im gleichen Jahr Sonderaufbauten für PKW auf der Olympia Motor Show in London vor: eine Cabrio-Limousine (All-Wheather Saloon) für Hillman und eine Sportsman's Saloon genannte Sportlimousine für Invicta. Bis 1937 präsentierte die Firma regelmäßig ihre Karosserien an den Londoner Automobilausstellungen im Olympia respektive Earls Court.
1933 zog sich die Familie Taylor aus der Firma zurück. Es folgte eine Reorganisation unter dem Namen Samuel Holbrook Ltd. mit neuen Teilhabern. In den folgenden Jahren baute Holbrook eine Reihe weiterer All-Wheather Saloons für Hillman und konnte mit Alvis zusammenarbeiten. Für eine Reihe von Modellen dieser Marke entstanden attraktive Limousinen. Holbrook nannte das Design Dorchester und verkaufte Varianten davon auch an Crossley, Lanchester, Singer, Standard und Wolseley; bei Vauxhall wurde es als Suffolk und bei BSA als Varsity geführt.
Holbrook bemühte sich um eine Ausweitung des Geschäftsfelds und begann ab etwa 1935 Sonderkarosserien für Luxusautomobile herzustellen. Die Firma schaffte es, in den Kreis der von Rolls-Royce empfohlenen Karossiers aufgenommen zu werden, woraus sich dauerhaft jedoch auch nicht genügend Aufträge ergaben. Nachdem ein letzter Versuch mit Karosserien für Linien- und Reisebusse, unter anderem in Kooperation mit dem Motorradhersteller A.J.S., gescheitert war, blieb nur der Weg in die Insolvenz. Samuel Holbrook Ltd. schloss ihre Tore 1938.